# Francisco de Vitoria

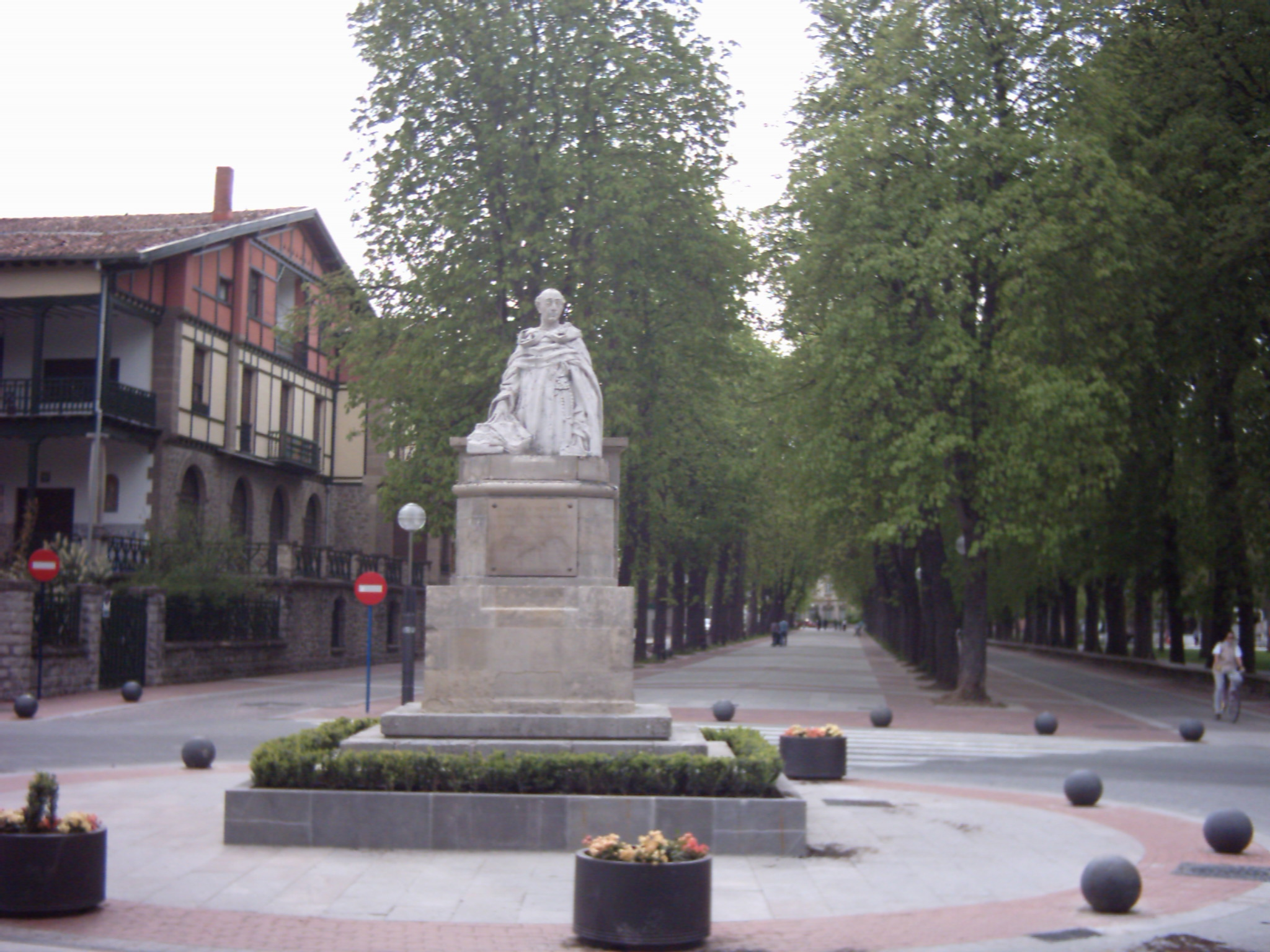
Francisco de Vitoria, Staty i Vitoria

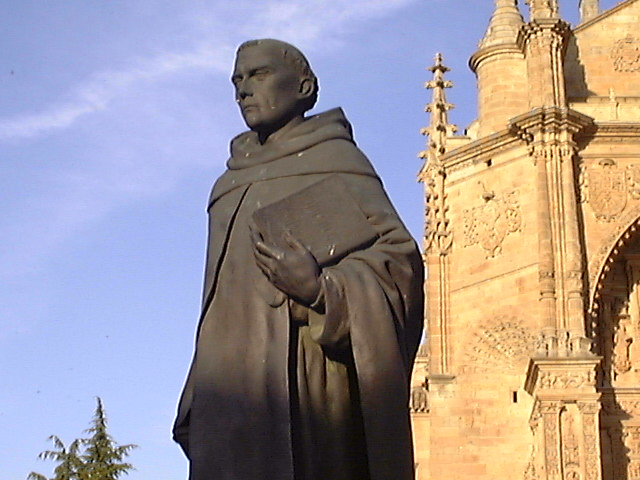
Francisco de Vitoria, Staty i Salamanca

Francisco de Vitoria, född omkring 1480, död 12 augusti 1546, var en spansk romersk-katolsk teolog under renässansen, som grundade den filosofiska tradition som brukar kallas Salamancaskolan. de Vitoria är särskilt känd för sin teori om krigsrätt (Jus belli), och anses ibland vara grundaren av internationell rätt.
Han blev dominikanermunk 1504, och från 1515 undervisade han i teologi vid College Saint-Jacques i Paris, där han också studerat. 1523 återvände han till Spanien, och utsågs tre år senare till professor vid universitetet i Salamanca. Han återuppväckte intresset för thomismen där. I egenskap av berömd akademiker blev han den tysk-romerske kejsaren Karl V:s rådgivare.